# Amplificador de potència de RF

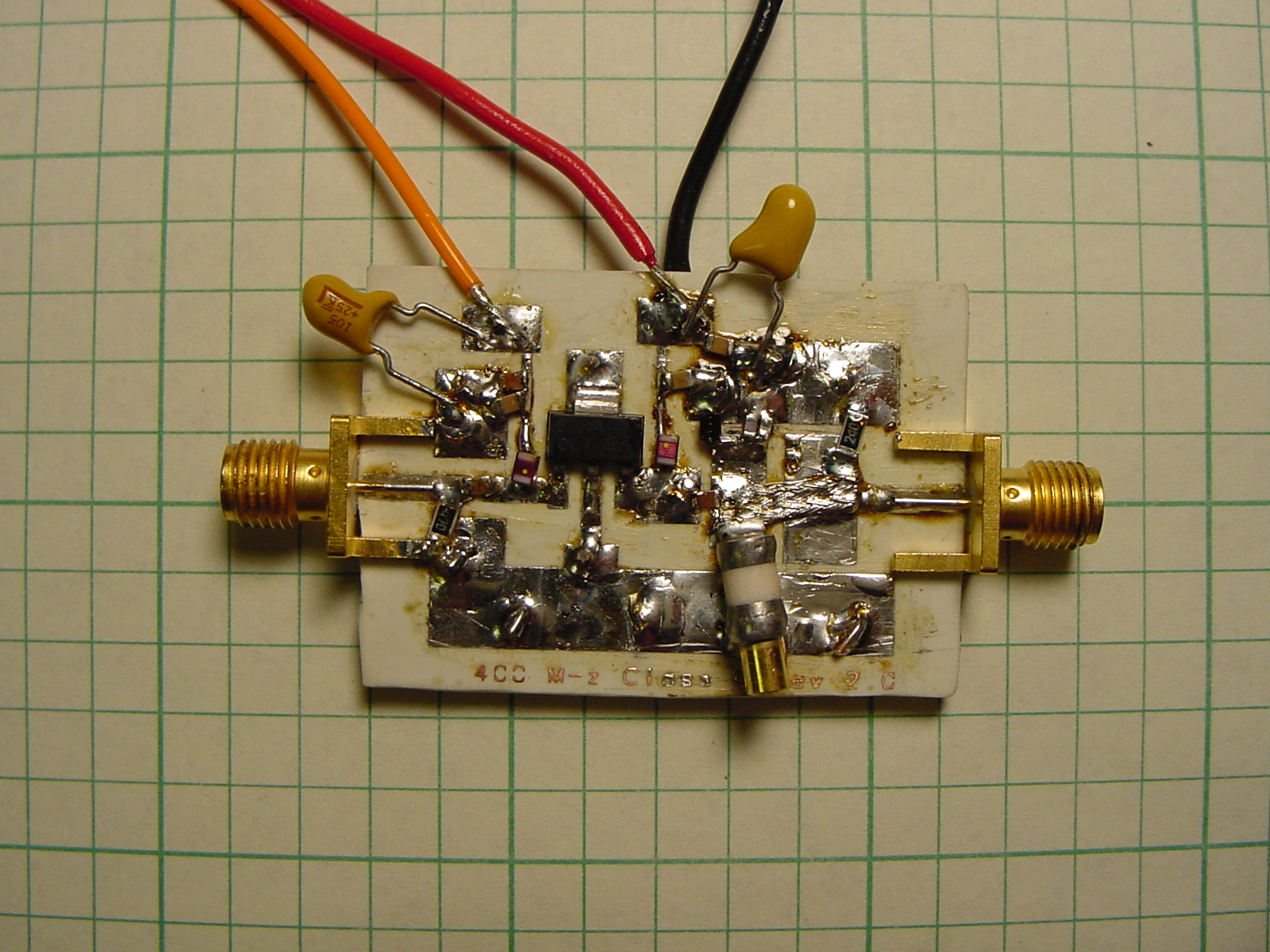
Un amplificador de potència de RF

Un amplificador de potència de radiofreqüència (amplificador de potència de RF) és un tipus d'amplificador electrònic que converteix un senyal de radiofreqüència de baixa potència en un senyal de major potència. Normalment, els amplificadors de potència de RF s'utilitzen en l'etapa final d'un transmissor de ràdio, la seva sortida condueix l'antena. Els objectius de disseny solen incloure guany, potència de sortida, amplada de banda, eficiència energètica, linealitat (baixa compressió del senyal a la sortida nominal), concordança d'impedància d'entrada i sortida i dissipació de calor.

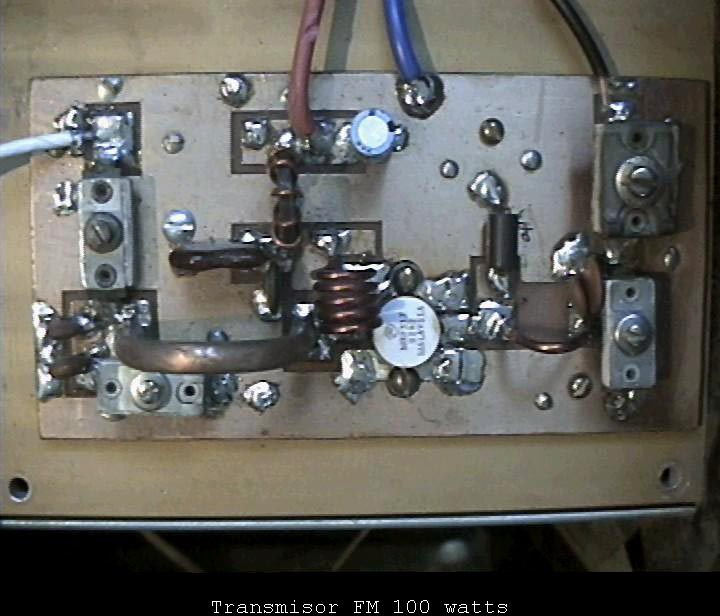
Amplificador de potència VHF de classe C basat en el transistor MRF317

## Classes d'amplificadors
Els circuits amplificadors de RF funcionen en diferents modes, anomenats "classes", en funció de la part del cicle del senyal de ràdio sinusoïdal que l'amplificador (transistor o tub de buit) està conduint el corrent. Algunes classes són classe A, classe AB, classe B, que es consideren les classes d'amplificadors lineals en què el dispositiu actiu s'utilitza com a font de corrent controlada, mentre que la classe C és una classe no lineal en què el dispositiu actiu s'utilitza com a interruptor. El biaix a l'entrada del dispositiu actiu determina la classe de l'amplificador.
Una compensació habitual en el disseny d'amplificadors de potència és la compensació entre eficiència i linealitat. Les classes esmentades anteriorment es tornen més eficients, però menys lineals, en l'ordre en què s'enumeren. El funcionament del dispositiu actiu com a interruptor dona com a resultat una eficiència més alta, teòricament fins al 100%, però una linealitat menor. Entre les classes en mode de commutació hi ha classe D, classe F i classe E. La classe L'amplificador D no s'utilitza sovint en aplicacions de RF perquè la velocitat de commutació finita dels dispositius actius i el possible emmagatzematge de càrrega en saturació podrien conduir a un gran producte IV, que deteriora l'eficiència.

## Aplicacions
Les aplicacions bàsiques de l'amplificador de potència de RF inclouen conduir a una altra font d'alta potència, conduir una antena de transmissió i excitants ressonadors de cavitat de microones. Entre aquestes aplicacions, la conducció d'antenes transmissores és la més coneguda. Els transmissors-receptors s'utilitzen no només per a la comunicació de veu i dades, sinó també per a la detecció del temps (en forma de radar).
Els amplificadors de potència de RF que utilitzen LDMOS (MOSFET de difusió lateral) són els dispositius semiconductors de potència més utilitzats en xarxes de telecomunicacions sense fil, especialment xarxes mòbils. Els amplificadors de potència de RF basats en LDMOS s'utilitzen àmpliament en xarxes mòbils digitals com ara 2G, 3G, i 4G i la bona relació cost/rendiment els converteix en l'opció preferida per a la ràdio amateur.